# Ütős hatos
Az Ütős hatos (eredeti cím: Spike Team) 2010-től 2011-ig futott olasz televíziós 2D-s számítógépes animációs sorozat, amelynek alkotója 	Andrea Lucchetta. A tévéfilmsorozat a Rai Fiction, a Lucky Dreams és a Graphilm gyártásában készült, a SEK Animation Studio forgalmazásában jelent meg. Műfaját tekintve sportfilm-sorozat, filmvígjáték-sorozat, kalandfilmsorozat és akciófilm-sorozat. Olaszországban a Rai 2 vetítette, Magyarországon a Megamax sugározta.

## Ismertető
Az Ütős hatos egy felejthetetlen és szórakoztató történetet, amely arról szól, hogy mire jó a bajtársiasság és a csapatmunka. Lucky, aki egy kiváló röplabda bajnok. Egy különleges feladatot kap, hogy hat lány edzését felelősségre vegye. Lucky röplabdás edzéseit mutatva megtanulják a lányok, hogy hogyan tegyék ki a korlátaikat. Felfedezik magukról, hogy sok nagyon különleges tulajdonságuk van. Mint akár az erő, bátorság, egyensúly, a hűség és a kitartás. A változatos és gazdag történet sok reménnyel és értékes tanulságokkal teli izgalmas utazásra visz el.

## Szereplők
- Johanna "Jo" Robertson
- Victoria "Vicky" Silvestri
- Elizabeth "Beth" Monroe
- Patricia "Patty" Tan Denver
- Susan Bredford
- Ann Mary Lewit
- Lucky

## Magyar hangok
- Talmács Márta – ?
- Pekár Adrienn – ?
- Czető Zsanett – ?
- Győriványi Laura – ?
- Molnár Ilona – ?
- Császár András – ?
- Kardos Bence – ?
- Timon Barnabás – ?
- Bogdányi Titanilla – ?
- Orosz Anna – ?
- Kelemen Kata – ?
- Faragó András – ?
- Berzsenyi Zoltán – ?
- Moser Károly – ?
- Kiss Erika - ?
- Csuja Imre - ?
- Bácskai János - ?
- Kőszegi Ákos - ?

## Epizódok
1. A teljhatalmú Madam (The long arm of Madame A)
2. A lehetetlen kihívás (The impossible challenge)
3. Mindent a nulláról (Starting from zero)
4. A hat ujj (The six fingers of one hand)
5. Az áldozat ára (The value of sacrifice)
6. Munka vagy szórakozás (Duty or pleasure)
7. Szabálytalan játék (Unfair challenge)
8. Csúnya csapda (A dirty trap)
9. A Madam diadala (The triumph of Madame)
10. Mi lehet a megoldás? (Searching for a way)
11. Az erély (The choice)
12. A csapatkapitány (The captain)
13. A szellemfáklya (A ghost torch)
14. A cápa ölelése (The embrace of the shark)
15. Zene és érzelem (Music and plots)
16. Az iskola megmentése (Saving a college)
17. Egy nehéz választás (A terrible dilemma)
18. Szemtől szembe (Frontal attack)
19. Bízz az ellenségben (Trust in your enemy)
20. Az ünnep (Fiesta)
21. A corrupt bíró (Sold referee)
22. Egy újabb lehetőség (Back on track)
23. A tigriserejével (The strength of the tiger)
24. A középdöntő (The confirmation of a team)
25. A bosszú (The accounts of the past)
26. A győzelem zamata (The taste of victory)